# لورا مارلينغ
لورا بيتريس مارلينغ (Laura Beatrice Marling) أو فقط كما تعرف لورا مارلينغ (Laura Marling) من مواليد 1 فبراير 1990.هي مغنية وكاتبة أغاني وموسيقية بريطانية متحصلة علي جائزة بريت سنة 2011.

## روابط خارجية
- لورا مارلينغ على موقع IMDb (الإنجليزية)
- لورا مارلينغ على موقع ميوزك برينز (الإنجليزية)
- لورا مارلينغ على موقع رولينغ ستون (الإنجليزية)
- لورا مارلينغ على موقع أول ميوزيك (الإنجليزية)
- لورا مارلينغ على موقع ديسكوغز (الإنجليزية)